# Psilopleura albipes
Psilopleura albipes är en fjärilsart som beskrevs av Max Wilhelm Karl Draudt 1915. Psilopleura albipes ingår i släktet Psilopleura och familjen björnspinnare. Inga underarter finns listade.